# Noul tratat unional
Noul tratat unional a fost un proiect de tratat care ar fi trebuit să înlocuiască pe cel din 1922, ceea ce ar fi dus la înlocuirea Uniunii Sovietice cu o nouă entitate statală. Ceremonia de semnare a tratatului a fost programată pentru 20 august 1991, dar acțiunea a fost împiedicată de lovitura de stat a conservatorilor comuniști din 19 august.
Președintele Mihail Gorbaciov a propus la Congresul Partidului Comunist din iulie 1990 un sistem federal care să acorde un grad foarte mare de autonomie republicilor constituente, aceasta urmând să fie soluția la problemele etnice în continuă creștere care măcinau uniunea. Schița tratatului unional a fost supusă dezbaterii Sovietului Suprem pe 23 noiembrie 1990. Un comitet de experți a început lucrul la textul amănunțit al tratatului pe 1 ianuarie 1991. Doar nouă din cele 15 republici și-au trimis reprezentanții în acest comitet. Proiectul de tratat a fost aprobat de Sovietul Naționalităților pe 6 martie și a fost trimis Sovietelor Supreme ale republicilor în vederea aprobării. La nivelul republicilor, proiectul a fost respins, datorită divergențelor cu Moscova în ceea ce privește distribuția puterilor între guvernele republicane și cel unional. 
Gorbaciov a încercat să obțină sprijin popular pentru proiectul său, convocând un referendum național, care a fost ținut pe 17 martie 1991. În cadrul acestei consultări populare, 76% dintre votanți au sprijinit sistemul federal al Uniunii Sovietice. Opoziția la propunerile prezidențiale a fost mai importantă în orașele mari precum Moscova și Leningrad. Pe 23 aprilie 1991, nouă republici și guvernul central au semnat așa-numitul "Acord 9+1". Acest nou tratat unional transforma republicile sovietice în republici independente, membre ale unei federații cu un președinte, o politică externă și o armată comune. Tratatul transfera cea mai mare parte a autorității prezidențiale centrale la nivelul republicilor. 
Numai nouă republici și-au exprimat dorința să rămână în cadrul URSS. Republicile baltice aleseseră deja calea independenței totale. Deși tratatul fusese conceput pentru a salva uniunea, conservatorii comuniști s-au temut că republicile mici vor urma exemplul Lituaniei și vor pretinde independența totală. 
Cele nouă republici care au acceptat tratatul au fost Rusia, Belarus, Kazakhstan, Azerbaijan, Uzbekistan, Kirghizstan, Turkmenistan, Tadjikistan, și cu rezervări Ucraina. Cele șase care au boicotat discuțiile și referendumul au fost Estonia, Letonia, Lituania, Moldova, Georgia, și Armenia.